# 戴骏
戴骏（1992年2月6日—），上海人，中国男子游泳运动员。

## 生平
2012年，戴骏代表中国出戰英國倫敦舉行的奥林匹克运动会游泳比賽男子1500米自由泳以及男子4×200米自由泳接力賽事。